# Absolute ego
『absolute ego』（アブソリュート・エゴ）は、1999年12月15日に発売されたACOの4枚目のアルバム。

## 収録曲
1. Prologue
  - 作曲：ACO／編曲：砂原良徳／ストリングス編曲：河野伸
2. 悦びに咲く花
  - 作詞・作曲：ACO／編曲：砂原良徳／ストリングス編曲：河野伸

9枚目のシングル
3. SPLEEN
  - 作詞・作曲：ACO／編曲：河野伸

発売後に10枚目のシングルとしてシングル・カット
4. 愛したあなたは強いひと(The Director's Cut)
  - 作詞・作曲：ACO／編曲：富家哲／ストリングス編曲：鷺巣詩郎

8枚目のシングル
5. Black Maybe
  - 作詞・作曲：スティービー・ワンダー／編曲：古川昌義
6. 今日までの憂鬱
  - 作詞・作曲：ACO／編曲：砂原良徳
7. 夏の陽
  - 作詞・作曲：ACO／編曲：渡邉貴浩
8. 雨の日の為
  - 作詞・作曲：ACO／編曲：渡邉貴浩
9. INTENSITY(YOU ARE)
  - 作詞・作曲：ナンダニー・ランプラサド, ステュアート・マシューマン／編曲：ステュアート・マシューマン
10. 哀愁とバラード
  - 作詞・作曲：ACO／編曲：河野伸

7枚目のシングル
11. ひとつのくもり
  - 作詞・作曲：ACO
12. absolute ego
  - 作曲：ACO／編曲：砂原良徳
13. 太陽
  - 作曲：砂原良徳, ACO／編曲：砂原良徳